# Arhopala malayika
Arhopala malayika är en fjärilsart som beskrevs av George Thomas Bethune-Baker 1903. Arhopala malayika ingår i släktet Arhopala och familjen juvelvingar. Inga underarter finns listade i Catalogue of Life.